# Salute (chanson de Little Mix)
Singles de Little Mix
Word Up!
(2014) Black Magic
(2015)

Salute est une chanson du groupe britannique Little Mix, sortie le 2 mai 2014 sur l'album homonyme. Elle est co-écrite par le groupe (Perrie Edwards, Jesy Nelson, Leigh-Anne Pinnock et Jade Thirlwall) avec TMS et Maegan Cottone, et produite par TMS. Sur le plan lyrique, c'est une chanson de puissance féminine, avec des métaphores militaires, des sirènes de guerre et des influences hip-hop et trap, qui attire des comparaisons avec Run the World (Girls) de Beyoncé. 

## Contexte
Quelques mois après avoir sorti son premier album DNA, le groupe déclare travailler sur un nouvel album : « Je pense que nous pourrions probablement mûrir pour cet album, mais nous voulons garder le genre de message que nous avions sur l'album précédent. [...] Nous allons juste le rendre meilleur ; passer à la vitesse supérieure ». Le groupe enregistre dans un studio à Los Angeles avec l'équipe de production TMS qui a également produit leur premier single, Wings. Le 5 avril 2014, les filles annoncent le titre comme troisième single de l'album en montrant une vidéo d'elles répétant une chorégraphie sur le titre aux côtés de leurs danseurs. Plus tard dans le mois, la pochette du single est dévoilée. 

## Composition et paroles
Salute est constituée de sirènes de guerre, de guitares stridentes et de chants militaires sur des rythmes hip-hop et une ambiance trap,. « La chanson commence par une sirène de raid aérien - un avertissement et un appel à l'action - qui se transforme en un point culminant frénétique », comme le note Jamie Clarke, journaliste pour le magazine So So Gay. Rachel McGrath du site Entertainment Wise écrit que la chanson est comparable à celles de Beyoncé ou des Destiny's Child affirmant que le chant et le rythme sont semblables à ceux de la chanson Run the World (Girls). Sur le plan lyrique, Salute regorge de motifs de puissance féminin, agrémentés de métaphores militaires, affirmant qu'être une femme ne se résume pas à être belle :
« You think we're just pretty things/You couldn't be more wrong/We're standing strong, carry on »
« Tu penses que nous ne sommes que de jolies choses/Tu ne pourrais pas avoir plus tort/Nous sommes fortes, continue
. »

## Clip
Le clip de la chanson est réalisé par Colin Tilley. Il est diffusé pour la première fois sur YouTube le 2 mai 2014 et met en scène le groupe dansant dans un entrepôt souterrain avec des danseurs masculins, dont certains sont en laisse. Comme le note Kadeen Grifiths de site Bustle, « Jesy Nelson et Perrie Edwards marchent même avec les hommes en laisse. Et pourtant, ils sont à côté d'elles et non pas derrière ou sous elle, dansant avec elles et pas collé contre elles ou devant elles, comme si les filles voulaient faire comprendre que les hommes et les femmes sont égaux, mais que ce sont les femmes qui contrôlent ». 

## Certifications
| Pays        | Certification | Ventes  | Référence |
| ----------- | ------------- | ------- | --------- |
| Brésil      | Platine       | 60 000  | [ 12 ]    |
| Royaume-Uni | Platine       | 600 000 | [ 13 ]    |